# Biosfera (Genova)
A Biosfera, közismert nevén Renzo Piano Bubble, egy 2001-ben épült üveg- és acélszerkezet, amely Genova régi kikötőjében található. A gömb alakú, 20 m átmérőjű, 60 t össztömegű és kb. 200 m² kiállítási területű szerkezetet a tenger fölött, a Ponte Spinolánál, az akvárium közvetlen közelében függesztették fel.

## Leírása
Egy trópusi esőerdő egy kis részét rekonstruálták belül, amely több mint 150 állat- és növényfajnak ad otthont, például madaraknak, teknősöknek, halaknak, rovaroknak, a városi faiskolákból származó, akár hét méter magas páfrányfáknak és az ember által hagyományosan használt trópusi növények különböző fajtáinak, amelyek a számítógépes légkondicionáló rendszernek köszönhetően megfelelő klimatikus körülményeket találnak a túlélésükhöz, amely garantálja a megfelelő hőmérséklet és páratartalom fenntartását a gömb belsejében. A genovai építész, Renzo Piano tervezte, és 2001-ben, a genovai G8-csúcstalálkozó alkalmából nyitották meg a nagyközönség előtt. Ma a gömb belsejében tett látogatás az Acquario di Genova által kínált túra szerves része.
A légkondicionálásnak két rendszere van: egy mesterséges, amelyet a téli szezonban használnak, és amelyet a gömb alatt elhelyezett hőgépek alkotnak, amelyek a tengervíz hőjét kihasználva egy hőszivattyún keresztül egy sor radiátort táplálnak, és egy másik természetes, amelyet mozgó vitorlák rendszere alkot, amelyek a nap helyzetétől függően változtatják a napsugárzás beesését (többé-kevésbé árnyékolva azt).
A híres genovai építész által tervezett építményt 2002. január 19-én hivatalosan Giuseppe Pericu, Genova akkori polgármestere és Paolo Messina, az Ignazio Messina & C. cég ügyvezető igazgatója avatta fel, amely az akkor 4 milliárd lírába kerülő építkezést finanszírozta, de egy sor technikai probléma miatt, amelyek veszélyeztették az állat- és növényfajok fennmaradását, 2003 februárjában bezárták. A szükséges átalakítási munkálatok után 2003. október 1-jén nyitották meg újra.

## Fajok
- Cafrangos teknős